# Pedro Ignacio Rodríguez
Pedro Ignacio Rodriguez Rodriguez nacido el 9 de septiembre de 1963 en Bogotá, Colombia, licenciado en educación física de la Universidad Pedagógica Nacional de Colombia ha sido el director técnico de las selecciones Colombia femeninas en todas las categorías. Su principal preocupación durante su carrera profesional ha sido el de fomentar y apoyar las categoría sub-17 y menores de formación juvenil colombiana en especial las divisiones de Fútbol femenino para hacer de Colombia un país más competitivo a nivel mundial. Cuenta con una trayectoria que lo ha llevado a formar a jóvenes deportistas y jóvenes talentos en fútbol masculino y femenino en Colombia

## Trayectoria
El profesor Pedro Rodríguez fue asistente de Gabriel Ochoa Uribe, en el equipo de fútbol profesional colombiano América de Cali, entre los años 1988 y 1999. También recibió conocimientos en 1989 en el Club Deportivo Cali, quien estuvo bajo la dirección del director técnico Vladimir Popović. Luego se trasladó a la ciudad de Bogotá e inicio su proceso como licenciado en varias universidades, clubes y empresas, entre las que se encuentran las universidades Pedagógica Nacional, Politécnico Grancolombiano, Universidad Javeriana, Piloto, Nacional, entre otras. Durante sus años en el Politécnico estuvo a cargo de la formación de los estudiantes en el equipo oficial de fútbol con quienes participó en diferentes encuentros universitarios de nivel nacional como ASCUN y el Torneo los Cerros, consiguió conformar el primer grupo de microfútbol en la categoría femenina y masculina. Una de las principales iniciativas sociales llevadas a cabo por el profesor Pedro fue La Copa por la Tolerancia Mayra Alejandra Trigos, como reacción positiva frente al asesinato de una de las alumnas de la universidad, Mayra Alejandra. La copa interna que creó Pedro Rodríguez con el apoyo de la institución logró acoger a la comunidad universitaria
Su principal aporte al fútbol femenino colombiano fue disputar por primera vez, y ganar el campeonato suramericano sub 17 en Chile entre el 12 y 30 de enero del 2008.  El profesor Pedro entrenó durante un mes a las convocadas para la selección, entre ellas, Natalia Gaitán, Tatiana Ariza, Íngrid Vidal, Laura Marcela Cosme, Yoreli Rincón, Liliana Salazar y Jésica Sánchez, quienes tras varios triunfos y una sola derrota contra el equipo de Brasil consiguieron el título de campeonas suramericanas sub-17 2008.
Luego de esto, el profesor Pedro logró la histórica clasificación a la primera edición de La Copa Mundial de la FIFA Femenina Sub-17 de Nueva Zelanda dirigiendo a la ((Selección femenina de fútbol de Colombia)) al final del mismo año, siempre de la mano de su preparador físico señor JUAN CARLOS SARRIA, 
 
A principio de 2009 el seleccionado nacional, entrenó a doble jornada a la selección Colombia para enfrentar el suramericano de Mayores Femenino
También preparó a las niñas de la selección para los XVI Juegos Bolivarianos que se organizaron en la ciudad de Sucre, Bolivia, del 14 al 26 de noviembre de 2009, en donde también se alzó con el título de Campeón. luego el profesor Pedro preparó el equipo nacional en categoría sub 20 y sub 17, con el primero de ellos enfrentó el suramericano sub-20 en Chile llamada la Copa Bicentenario que se jugó en la ciudad de Coquimbo del 12 al 24 de enero de 2010.
Durante su experiencia guiando al equipo nacional,  Pedro mostró su preocupación por la falta de campeonatos y torneos internos femeninos que permitieran un mayor desarrollo del fútbol nacional de este género, además denunció la falta de apoyo para las niñas que sueñan ser jugadoras profesionales en Colombia y que a la falta de ligas y no pueden dedicarse a esta actividad como una profesión. Esta fue la razón para alejarse de la dirección técnica del equipo nacional y dedicarse a formar futbolistas en las categorías menores de fútbol que hasta ahora está conformando la federación. Pedro dejó a la selección Colombia femenina para 2010 en manos de Ricardo Rozo, con un saldo de 23 partidos en competencia internacional y sólo tres derrotas, una huella importante para la historia del fútbol femenino colombiano.
Pedro aporta actualmente al fútbol nacional femenino con una escuela de fútbol donde entrena a cerca de 100 niñas entre los 10 y los 21 años de edad y ya tiene 14 niñas con becas en Universidades de los Estados Unidos. La iniciativa fue apoyada por la federación colombiana de fútbol y por colegas del sector.

## Reconocimientos[8]
| Posición              | Torneo                                  | Año  |
| --------------------- | --------------------------------------- | ---- |
| Primer puesto Campeón | Suramericano sub 17 de la FIFA          | 2008 |
| Cuarta posición       | Copa Mundial Sub-17 de la FIFA          | 2009 |
| Cuarta posición       | Copa Mundial Femenina Sub-20 de la FIFA | 2010 |

### Datos de la selección Colombia femenina[9]
| Datos                             | Posición y Año                                                                           |
| --------------------------------- | ---------------------------------------------------------------------------------------- |
| Clasificación de la FIFA más alta | 28 - diciembre 2011. marzo 2012 28 - diciembre 2011. marzo 2012, junio 2012, agosto 2012 |
| Mejor progresión de la historia   | 90 - diciembre 2008                                                                      |
| Peor progresión de la historia    | -77 - junio 2007                                                                         |
| Clasificación de la FIFA más baja | 118 - junio 2007.                                                                        |